# Johannes Actuarius
Johannes Actuarius, auch Johannes Zacharias Actuarius und Johannes Aktuarios genannt (13. bis 14. Jahrhundert) war ein byzantinischer Arzt und Medizinschriftsteller in Konstantinopel. Actuarius (von griechisch Aktuarios „Hofarzt“) war kein Name, sondern ein Titel im Beamtentum der Byzantinischen Kaiser. Über sein Leben ist nichts Sicheres bekannt. Ein Teil seiner Werke, darunter auch Abhandlungen zur Harnschau, zur Frauenheilkunde sowie zu Haut- und Geschlechtskrankheiten, wurde ins Lateinische übersetzt und im 16. Jahrhundert veröffentlicht.

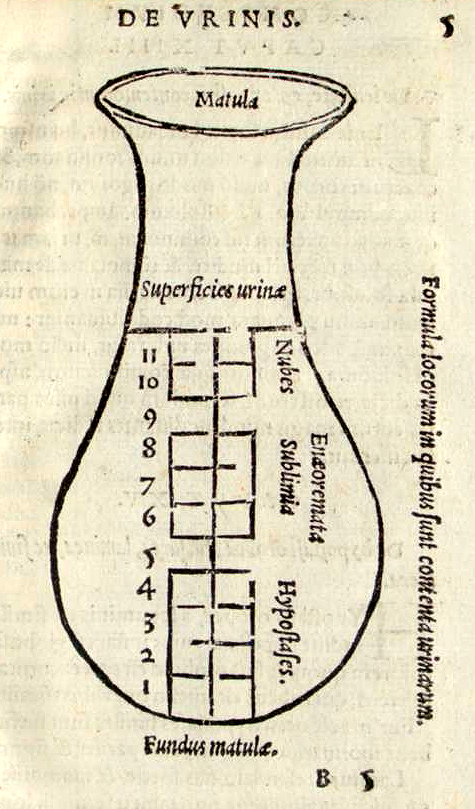
Körper-Harnglas-Analogie nach Actuarius

In seiner umfangreichen Harnschrift vertrat er im 13. Jahrhundert die Ansicht, dass jede Krankheit durch die Harnschau (Uroskopie) erkennbar sei und sah im dazu verwendeten Harnglas (Matula) ein Analogon zum menschlichen Körper. Diese uroskopische Repräsentationslehre findet sich als Variation im 16. Jahrhundert auch bei dem von dem Alchemisten Leonhard Thurneysser verwendeten Destillierkolben.

## Schriften (Auswahl)

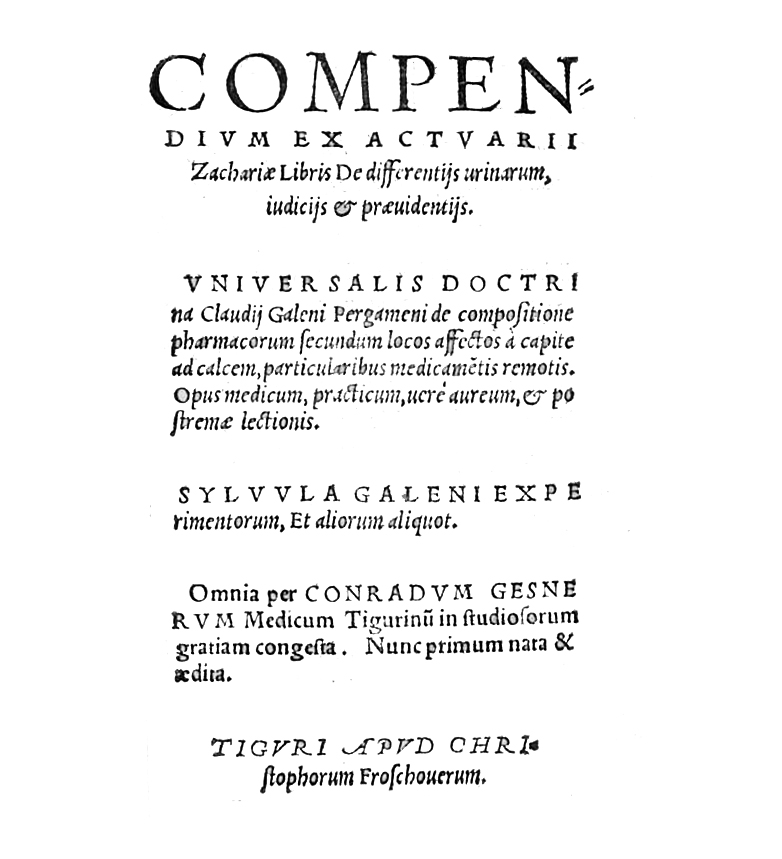
De urinis 1541

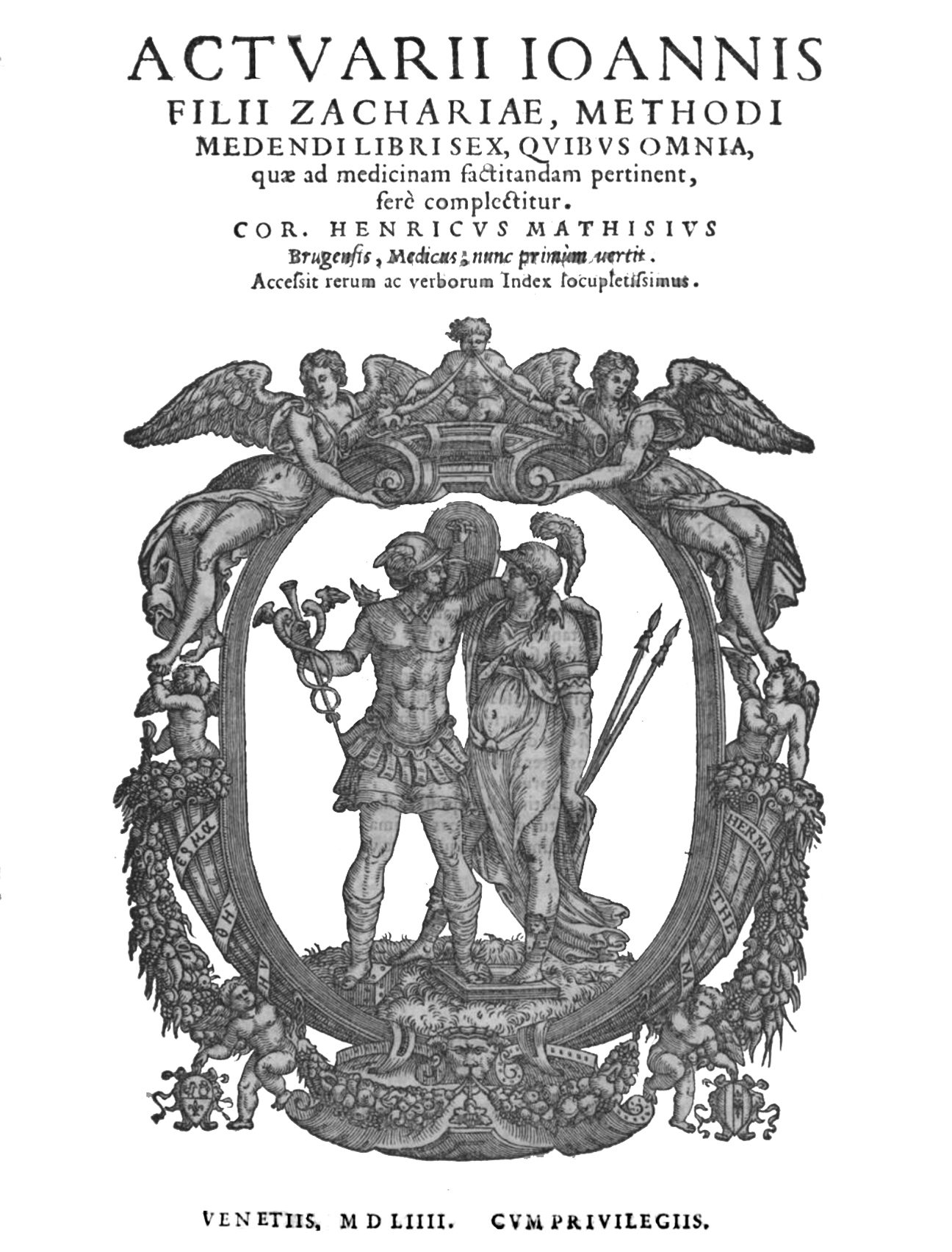
Methodi medendi 1554

- De urinis libri septem. Venedig 1519 (Digitalisat)
  - De urinis libri septem. Paris 1522 (Digitalisat)
  - De Urinis Actuarii Ioannis Zachariae Filii, Medici praestantiss. libri VII. […]. Hrsg. von Ambrosius L. Nolanus […]. Cratander, Basel 1529 (Digitalisat); Cratander, Basel 1545 (Digitalisat)
  - Conrad Gessner (Hrsg.) Compendium ex Actuarii Zachariae libris de differentiis urinarum iudiciis et praevidentiis, Universalis doctrina Claudii Galleni de compositione pharmacorum, Sylvula Galeni experimentorum. Froschauer, Zürich 1541 (Digitalisat)
  - Actuarii Joan[n]is Zachariae filii ... libri VII de Urinis. Gazellus, Paris 1548 (Digitalisat)
  - Actuarii Johannis Zachariae filii De urinis : libri septem ; Lat. ; accedunt huic editioni aliorum medicor. dissertationes de urinis. Zyll, Utrecht 1670 (Digitalisat)
- Corneille Henri Mathys (Hrsg.): Methodi medendi libri sex. Schott, Venedig 1554 (Digitalisat) (Digitalisat)
  - Actuarii Ioannis Filii Zachariae Operum Tomus ... Tornaesius & Gazeius, Lyon 1556 (Digitalisat BSB) (Digitalisat biusanté)
- Jean Ruel (Übersetzer). Actuarius de medicamentorum compositione. Neobarius, Paris 1539 (Digitalisat)
  - Jean Ruel (Übersetzer), Conrad Gessner (Komm.). Actvarivs De Medicamentorvm Compositione. Winter, Basel 1540 (Digitalisat)
- De actionibus ... spiritus animalis. Paris 1557 (Digitalisat)
  - Peri energeiōn Kai pathōn tu psychiku pneumatos kai tēs kat'auto diaitēs : logi 2. Leipzig 1774 (Digitalisat)